# Annella
Annella Gray, 1858 è un genere di gorgonie della famiglia Subergorgiidae.

## Tassonomia
Il genere comprende due specie:
- Annella mollis (Nutting, 1910)
- Annella reticulata (Ellis & Solander, 1786)